# Вільям Генрі Брегг
Вільям Генрі Брегг (англ. William Henry Bragg; 2 липня 1862 — 12 березня 1942) — британський фізик, основоположник рентгеноструктурного аналізу, лауреат Нобелівської премії з фізики (1915, разом з сином Вільямом Лоренсом Бреггом).
Професор Аделаїдського (Австралія, з 1886), Лідського (з 1909) і Лондонського (з 1915) університетів. Член (з 1906) і президент (1935 — 40) Лондонського королівського товариства. Відомий науковими працями зі структурного аналізу. Ряд його науково-популярних праць перекладено українською мовою («У світі атомів і молекул». X., 1932; «Вступ до аналізу кристалів». М. — Л., 1930, та ін.).